# Mucropetraliella mucroaviculata
Mucropetraliella mucroaviculata är en mossdjursart som först beskrevs av Okada och Shunsuke F. Mawatari 1938.  Mucropetraliella mucroaviculata ingår i släktet Mucropetraliella och familjen Petraliellidae. Inga underarter finns listade i Catalogue of Life.